# Greenleaf Whittier Pickard
Pour les articles homonymes, voir Pickard.
Greenleaf Whittier Pickard (14 février 1877 à Portland, Maine - 8 janvier 1956 à Newton (Massachusetts)) était un pionnier dans le domaine radiophonique aux États-Unis. Il a été chercheur dans les premiers temps de la transmission sans fil. Il a expérimenté avec les galènes des postes à galènes.
Le 30 août 1906, il déposa un brevet pour un détecteur en silicium qui fut approuvé le 20 novembre 1906. Le détecteur de Pickard était révolutionnaire dans le sens où il avait remarqué qu'une pointe fine appliquée sur une galène avait le meilleur effet semiconducteur.
Il doit son nom à son grand-oncle, le quaker John Greenleaf Whittier (1807-1892).
Il a obtenu la médaille d'honneur de l'Institute of Radio Engineers en 1926.

## Brevets
- (en) Brevet U.S. 796011 - Electrostatic separation
- (en) Brevet U.S. 796012 - Electrostatic separation
- (en) Brevet U.S. 827115 - Electrostatic separation
- (en) Brevet U.S. 827116 - Electrostatic separation
- (en) Brevet U.S. 836531 - Means for receiving intelligence communicated by electric waves (silicon detector), 1906
- (en) Brevet U.S. 840802 - Electrostatic separator, 1907
- (en) Brevet U.S. 845316 - Means for receiving intelligence communicated by electric waves (détecteur en sulfate de cuivre), 1907
- (en) Brevet U.S. 876996 - Intelligence intercommunication by magnetic wave component, 1908
- (en) Brevet U.S. 877451 - Means for receiving intelligence communicated by electric waves (spring-loaded detector contact), 1908
- (en) Brevet U.S. 886154 - Oscillation receiver (fused zinc oxide detector), 1908
- (en) Brevet U.S. 888191 - Oscillation receiver (polished silicon detector, 1908
- (en) Brevet U.S. 904222 - Oscillation detecting means (détecteur de molybdénite), 1908
- (en) Brevet U.S. 912613 - Oscillation detector and rectifier (détecteur de carbure de silicium), G.W. Pickard, 1909
- (en) Brevet U.S. 912726 - Oscillation receiver (fractured surface red zinc oxide (zincite) detector), 1909
- (en) Brevet U.S. 933263 - Oscillation device (iron pyrite detector), 1909
- (en) Brevet U.S. 956165
- (en) Brevet U.S. 1104073 - Detector for wireless telegraphy and telephony (looped or humped springy wire detector contact), 1914
- (en) Brevet U.S. 1118228 - Oscillation detectors (pairs of minerals), 1914
- (en) Brevet U.S. 1128817 - Valve detector for wireless (vacuum tube with conducting shield to drain static), 1915
- (en) Brevet U.S. 1185711 - Receiver for wireless telephony and telegraphy (interrupted or switched circuit instead of rectifier), 1916
- (en) Brevet U.S. 1213250 - Means for receiving intelligence communicated by electric waves (receiving circuit, divided from #836531), 1917
- (en) Brevet U.S. 1476102 - Optical selection of split mica sheets
- (en) Brevet U.S. 1561483 - Distinguishing dielectric sheets
- (en) Brevet U.S. 1676745 - Electrical reactance and method and apparatus
- (en) Brevet U.S. 1907571
- (en) Brevet U.S. 1918825 - Extreme loading condenser

Mis en cause
- (en) Brevet U.S. RE13798 - Means for receiving intelligence communicated by electric waves